# 2002 en Finlande
Chronologie de la Finlande
- 1998
- 1999
- 2000
- 2001
- 2002
- 2003
- 2004
- 2005
- 2006

Cette page concerne les évènements survenus en 2002 en Finlande  :

## Évènement
- 11 octobre : Attentat-suicide de Myyrmanni

## Sport
- Championnat de Finlande de football 2002
- Championnat de Finlande de hockey sur glace 2001-2002
- Championnat de Finlande de hockey sur glace 2002-2003
- Organisation des championnats d'Europe de biathlon.
- Organisation des championnats du monde de tir.
- Participation de la Finlande aux Jeux olympiques d'hiver de Salt Lake City.

## Sortie de film
- Elina: Som om jag inte fanns
- L'Homme sans passé
- Moro no Brasil
- Nimed marmortahvlil
- Ten Minutes Older

## Création
- AC Allianssi
- AC Oulu
- Älymystö (en)
- ANTI – Contemporary Art Festival (en)
- Eagles RFC (en)

## Dissolution - Suppression
- Agapio Racing Team (en)
- Ålandsparken (en)
- Aluetelevisio (en)

## Naissance
- Sampo Ala (fi), footballeur.
- Nea Lento (fi), athlète.
- Aatu Räty (fi), joueur de hockey sur glace.
- Perttu Reponen (fi), sauteur à ski.
- Sofia Sula (fi), patineuse artistique.

## Décès
- Armi Aavikko, reine de beauté et chanteuse.
- Helena Kara (fi), actrice.
- Jorma Kurvinen (fi), écrivain.
- Björn Landström (fi), artiste et écrivain.
- Olavi Pälli (fi), violoniste.
- Reino Rinne (fi), journaliste.
- Päivö Suomela (fi), écrivain.